# Michał Poradowski
Michał Poradowski herbu Sas (ur. 4 września 1913 w Niedźwiadach, zm. 16 czerwca 2003 we Wrocławiu) – polski ksiądz katolicki, integrysta, teolog, filozof i socjolog, kapelan wojskowy, pedagog.

## Życiorys
Michał Poradowski urodził się 4 września 1913 w Niedźwiadach k. Kalisza z rodziców Stanisława (1880–1959) i Wandy Aleksandry z domu Bienieckiej (1883–1934). W młodości działał w drużynie harcerskiej; należał też do Młodzieży Wielkiej Polski OWP, której komisarzem był jego starszy brat Szymon Poradowski. W 1931 ukończył Państwowe Gimnazjum im. Tadeusza Kościuszki w Kaliszu i wstąpił do Wyższego Seminarium Duchownego we Włocławku, gdzie przez pięć lat studiował filozofię i teologię. Święcenia kapłańskie przyjął 13 czerwca 1936.
Po święceniach został skierowany na studia specjalistyczne na Wydziale Prawa Uniwersytetu Warszawskiego (1936–1941). Interesował się także naukami społecznymi i politycznymi. Podczas wyjazdów wakacyjnych poznawał zagraniczne ośrodki naukowe i problematykę społeczną we Francji, Anglii oraz Włoszech. Wybuch wojny zastał go na czwartym roku prawa. Kontynuował studia na tajnych kompletach UW i uzyskał magisterium z prawa. Jednocześnie studiował teologię (1936–1945) na Uniwersytecie Jagiellońskim, gdzie uzyskał magisterium, a następnie podjął pracę doktorską (z teologii moralnej), pod kierunkiem ks. prof. W. Wichra, na temat Człowiek i społeczeństwo według nauki św. Tomasza z Akwinu i współczesnych doktryn politycznych.
Podczas wojny, do czasu wysiedlenia przez Niemców na początku czerwca 1944, pełnił funkcję kapelana w domu sióstr miłosierdzia w Chylicach pod Warszawą. Działał w Narodowo-Ludowej Organizacji Wojskowej, a później w Narodowych Siłach Zbrojnych, organizując posługę duszpasterską. Jako szef Służby Duszpasterskiej KG NSZ (w stopniu kapitana NSZ) ks. Poradowski (ps. „Benedykt”) przygotowywał wykłady, kursy ideologiczne dla żołnierzy i kapelanów oraz wydawał firmowane przez Narodowe Siły Zbrojne czasopismo poświęcone sprawom duszpasterstwa wojskowego – „Lux Mundi” (1943–1944).
Pod koniec wojny wrócił do diecezji włocławskiej i najpierw pełnił tu tymczasowo funkcje duszpasterskie w różnych parafiach, z kolei został proboszczem w parafii Tłokinia koło Kalisza (30 marca – 13 sierpnia 1945), a następnie został przeniesiony do Michelina koło Włocławka. Zagrożony aresztowaniem przez władze komunistyczne, jesienią 1945 przedostał się na Zachód, gdzie krótko pełnił funkcję kapelana w II Korpusie Polskim gen. W. Andersa we Włoszech. W lutym 1946 osiadł we Francji.
Za zgodą biskupa włocławskiego Karola Radońskiego oddał się nauce. Studiował na uczelniach paryskich: na Wydziale Prawa Uniwersytetu Paryskiego (Uniwersytet Paryski), gdzie 31 maja 1947 uzyskał stopień doktora na podstawie pracy na temat reform rolnych w Polsce z punktu widzenia prawnego, gospodarczego, społecznego i politycznego (pisanej u prof. P. Fromonta); a jednocześnie na Katolickim Uniwersytecie Paryskim (Institut Catholique de Paris) nauki społeczne, wieńcząc je w 1949 doktoratem nauk ekonomicznych, społecznych i ekonomicznych na podstawie rozprawy na temat doktryny permanentnej rewolucji u blankistów i w marksizmie komunistycznym: Marksa, Engelsa, Lenina, Stalina i Trockiego (napisanej pod kierunkiem prof. H. Chambre). W latach 1948–1949 studiował nauki polityczne w Fondation Nacional des Sciences Politiques. Jako stypendysta rządu hiszpańskiego, w 1953 odbył studia kulturoznawcze w Instytucie Balmesa w Madrycie.
W 1950 (1 stycznia) przybył do Chile, gdzie przez ponad 40 lat był profesorem na uczelniach katolickich tego kraju. Wykładał socjologię i naukę społeczną Kościoła najpierw przez dwa lata (1950–1952) na Katolickim Uniwersytecie w Santiago, a następnie związał się na stałe z Papieskim Uniwersytetem Katolickim w Valparaíso (1952–1989), gdzie był kierownikiem katedry socjologii. Wykładał także na innych wyższych uczelniach chilijskich, m.in. na Uniwersytecie Metropolitalnym (1986–1990) oraz Academia Superior de La Seguridad National w Santiago de Chile. Należał do wielu stowarzyszeń naukowych, m.in.: Sociedad Chilena de Sociologia, Sociedad Internacional S. Tomás de Aquino (Rzym), Sociedad Católica Argentina de Filosofía (członek honorowy); był wiceprezesem (od 1982) Asociación Católica Interamericana de Filosofía (ACIF) z siedzibą w São Paulo w Brazylii. Był członkiem czynnym zamiejscowym Polskiego Towarzystwa Naukowego na Obczyźnie (od 1970). Zaznaczył się jako organizator konferencji naukowych poświęconych marksizmowi, komunizmowi, leninizmowi, stalinizmowi i trockizmowi. Przez 13 lat (1953–1965) redagował i wydawał kwartalnik „Estudios sobre el comunismo”.
Poza działalnością naukową ks. Poradowski zajmował się także duszpasterstwem, działalnością społeczną oraz polityczną. W Chile w latach 1951–1955 był prezesem Zjednoczenia Polaków w Chile i współredaktorem (1950–1960) miesięcznika „Polak w Chile”; był przedstawicielem londyńskiej Rady Trzech, potem rządu RP na uchodźstwie oraz Skarbu Narodowego.
Został odznaczony Krzyżem Komandorskim Orderu Odrodzenia Polski (1992). Posiadał także inne odznaczenia otrzymane w Polsce i za granicą, przede wszystkim w Chile. W 1983 otrzymał godność kanonika honorowego kapituły kolegiaty kaliskiej.
We wrześniu 1993 powrócił do Polski i zamieszkał we Wrocławiu. W tym czasie wydał drukiem kilka opracowań publicystycznych. W 2001 został odznaczony Medalem Polonia Mater Nostra Est.
Zmarł w szpitalu wrocławskim 16 czerwca 2003. Pochowany został na cmentarzu parafialnym w Kokaninie koło Kalisza. Podczas uroczystości pogrzebowej przemawiała m.in. polonijna działaczka i poetka Wanda Sieradzka de Ruig.

## Twórczość i poglądy
Znajomość zagadnień związanych z komunizmem sprawiła, że ks. Poradowski stał się zdecydowanym antykomunistą, przestrzegającym w swoich wykładach i publikacjach przed globalnym zagrożeniem ze strony wszelkich odmian marksizmu. Obserwacja wpływu tendencji lewicowych na życie społeczne i polityczne w Ameryce Południowej oraz przenikanie ich do pewnych nurtów teologii, np. tzw. teologii wyzwolenia, odbiła się nie tylko na tematyce jego pracy naukowej, ale przerodziła się w dystans do nurtu reform w Kościele, w których dopatrywał się protestantyzacji lub marksizacji teologii katolickiej.
Ks. Poradowski w swoich tekstach publicznie popierał przemiany zachodzące w wyniku zamachu stanu, którego dokonał Augusto Pinochet (11 września 1973). Władzę przejęła wówczas wojskowa junta, a Pinochet sprawował dyktatorskie rządy przez kolejne 17 lat.
Publikował w skrajnie nacjonalistycznym piśmie „Szczerbiec” wydawanym przez ugrupowanie Narodowe Odrodzenie Polski. W swoich tekstach występował przeciwko ekumenizmowi, a protestantyzm określał jako „spoganizowane chrześcijaństwo”.
Niektóre z jego książek budziły kontrowersje. W pracy „Talmud czy Biblia?” przekonywał, że korzenie chrześcijaństwa nie wywodzą się z judaizmu i zaprzeczał, „że chrześcijanie i Żydzi wierzą w tego samego Boga”. Krytyczną analizę tej książki przedstawił prof. Jerzy Madej, który stwierdził, że „zarówno jej tytuł jak i treść głównie służy propagandowemu konfliktowaniu Talmudu z Biblią”. Jego zarzuty wobec ks. Poradowskiego dotyczyły „tendencyjnego mijania się z prawdą biblijną i historyczną” oraz „podsycania konfliktów międzyreligijnych”. Przedstawione wywody określał jako „natrętnie antyjudaistyczne” i stawiał pytanie: „Czy Autora zbytnio nie zaślepiła antysemicka ideologia?”. 
Ks. Paradowski w swym dorobku naukowym ma ok. 30 publikacji samoistnych, które powstały z wcześniej drukowanych artykułów w różnych czasopismach, przede wszystkim w: „Duszpasterz Polski Zagranicą” (Rzym) – ponad 40 pozycji oraz „Verbo” (Madryt) – ponad 50 pozycji. Większość artykułów opublikowanych w tym ostatnim zostało powielonych także w chilijskich czasopismach wydawanych przez Academia Nacional de Estudios Politicos y Estrategicos: „Seguridad Nacional”, „Politica y Geoestrategia”, „Politica y estrategia”; niektóre także w innych periodykach: „Philosophica” (Instituto de Filosofía de la Universidad Católica de Valparaíso), „Politica” (Instituto de Ciencia Politica de la Universidad de Chile), „Tizona” (Viña del Mar), „Vigilia”, „Razones”. Były one także publikowane w: meksykańskiej „Replica”, argentyńskich „Verbo” i „Studia Croatica” oraz brazylijskiej „Hora Presente” (po portugalsku).
Spośród opracowań ks. Poradowskiego ukazujących wpływ marksizmu oraz masonerii na współczesne społeczeństwa oraz na życie Kościoła katolickiego warto szczególnie zauważyć: El marxismo en la teología (Madrid 1976 i in. wyd.), Kościół od wewnątrz zagrożony (Londyn 1983 i nast. wyd.), Karl Marx, su pensamiento y su revolución (Santiago de Chile 1986 i in. wyd.), Wyzwolenie czy ujarzmienie? Marksistowska rewolucja komunistyczna (Londyn 1987), Dziedzictwo rewolucji francuskiej (Warszawa 1992), Nowy Światowy Ład (w: „Szczerbiec”, 8 (10), Warszawa, sierpień 1992). W okresie stanu wojennego w Polsce antykomunistyczne publikacje ks. Poradowskiego były kilkakrotnie przedrukowywane przez wydawnictwa podziemne.